# Burgstall Schlossberg (Haushausen)
Der Burgstall Schlossberg ist eine abgegangene mittelalterliche Höhenburg nahe Haushausen, einem Gemeindeteil des Marktes Wolnzach im Landkreis Pfaffenhofen an der Ilm von Bayern. Die Anlage gehört zum Bodendenkmal unter der Aktennummer D-1-7435-0006 mit der Beschreibung „Höhensiedlung des Jungneolithikums, der Bronzezeit und der späten Hallstattzeit, Burgstall des Mittelalters“ geführt.

## Lage
Der Burgstall liegt in Höhenlage auf 455 m ü. NHN 900 m nordöstlich der Filialkirche St. Georg von Haushausen und 200 m nördlich des Burgstalls Haushausen. Im Urkataster von Bayern ist eine längliche Anlage von 270 m Länge In Nordnordwest-Südsüdost-Richtung und 130 m Breite in Ost-West-Richtung zu erkennen; Wall- und Grabenzüge sind noch vorhanden. Die Anlage ist heute mit Wald bestanden.